# María Dueñas
Ne doit pas être confondu avec María Dueñas (violoniste).
Pour les articles homonymes, voir Dueñas (homonymie).
María Dueñas Vinuesa, née en 1964 à Puertollano, est une romancière espagnole.

## Biographie
María Dueñas Vinuesa a grandi à Puertollano dans une famille nombreuse composée de huit enfants.
Docteure en philologie anglaise, elle est professeure dans cette discipline à la faculté des lettres de l'université de Murcie depuis 1992. Elle vit à Carthagène.
Elle publie son premier roman, El tiempo entre costuras, en 2009, qui devient un best-seller et est traduit dans de nombreuses langues. En 2013, la chaîne télévisée Antena 3 produit une adaptation sous forme de série télévisée, El tiempo entre costuras . Les droits ont été cédés pour des traductions dans plus de vingt-cinq langues.
Son premier prix — Premio Ciudad de Cartagena de Novela Histórica — est obtenu en 2010. L'année suivante, elle remporte le Prix Culture 2011 de la Communauté de Madrid, catégorie Littérature.
Sa carrière de romancière à succès est consolidée avec les œuvres suivantes, Misión Olvido (2012)  et La Templanza (2015), roman le plus vendu de l'année et porté au petit écran par Amazon Prime en mars 2021,.
En 2018 elle publie Las hijas del Capitán, hommage à une des colonies espagnoles de New York dans les premières décennies du XXe siècle.
En 2020 elle obtient le prix d'honneur du Festival Aragon Noir.
En 2021 elle publie Sira, la suite de El tiempo entre costuras, dans laquelle l'héroïne habite entre Jérusalem, Madrid, Londres et Tanger pendant la difficile période de la fin de la Seconde Guerre mondiale.

## Œuvres
- El tiempo entre costuras , 2009

- traduit en français sous le titre Le Fil du destin par Eduardo Jiménez, Paris, Éditions France Loisirs, 2011, 795 p.  (ISBN 978-2-298-03923-8)
- réédité sous le titre L'Espionne de Tanger, Éditions Robert Laffont, 2012, 598 p.  (ISBN 978-2-221-11629-6)
Prix européen du roman d'amour 2019
- Misión Olvido, 2012

- traduit en français sous le titre Demain à Santa Cecilia par Eduardo Jiménez, Éditions Robert Laffont, 2014, 427 p.  (ISBN 978-2-221-13613-3)
- La templanza, 2015

- traduit en français sous le titre Soledad par Eduardo Jiménez, Éditions Robert Laffont, 2017, 509 p.  (ISBN 978-2-221-19100-2)
- Las hijas del Capitán, 2018

-  traduit en français sous le titre Les trois filles du Capitán par Eduardo Jiménez, Éditions Robert Laffont, 2020, 560 p. (ISBN 2221241320)
- Sira, 2021

-  traduit en français sous le titre Sira. Le retour à Tanger par Marie Vila Casas, Éditions Robert Laffont, 2022, 628 p. (ISBN 978-2-221-26010-4)